# Алмейда, Жозе Америко де
Жозе Америко де Алмейда (порт. José Américo de Almeida; 10 января 1887, Арея, Параиба — 10 марта 1980, Жуан-Песоа, Параиба, Бразилия) — бразильский политик, государственный деятель, юрист, дипломат, писатель
, эссеист, поэт, журналист, фольклорист, социолог, педагог, профессор университета. Академик Бразильской академии литературы (кресло № 38).

## Биография
Родился в богатой семье крупных землевладельцев. С 1903 года изучал право в Федеральном университете Пернамбуку в Ресифи. С 1908 года работал прокурором округа Ресифи, прокурором округа Соза в Параиба, в 24-летнем возрасте был назначен генеральным прокурором штата Параиба, был государственным секретарём, федеральным депутатом.
Поддержал революцию 1930 года в Бразилии. Затем занимал посты министра транспорта, сельского хозяйства и общественных работ в двух правительствах при президенте Жетулио Варгасе, был сенатором Бразилии, председателем Федерального аудиторского суда, губернатором Параибы. С 1934 г. возглавлял Палату Государственного контроля.
Один из основателей Федерального университета Параибы и его первый ректор (1934). Служил послом в Ватикане. В январе 1938 года баллотировался на выборах в президенты страны.

## Избранные произведения
- Reflexões de uma cabra, 1922
- A Paraíba e seus problemas, 1923
- A bagaceira, 1928
- O boqueirão, 1935
- Coiteiros, 1935
- Ocasos de sangue, 1954
- Discursos de seu tempo, 1964
- A palavra e o tempo, 1965
- O ano do nego, 1968
- Eu e eles, 1970
- Quarto minguante, 1975
- Antes que me esqueça, 1976
- Sem me rir, sem chorar, 1984

## Награды
- 1976 — Бразильская национальная литературная премия Хука Пато